# Джуэл (пещера)
Джу́эл (англ. Jewel Cave) — карстовая пещера в штате Южная Дакота (США), расположенная на юге гор Блэк-Хилс, в 23 км к западу от города Кастер.
Протяжённость изученных галерей пещеры составляет свыше 346 км, глубина — 193 м. Максимальная глубина колодцев достигает 30 м. В пещере имеется всего один естественный вход (на северо-западе лабиринта). Характерны сильные ветры (до 15 м/с). Галереи всех уровней (кроме верхнего) покрыты сплошным слоем кристаллов кальцита до 17 см толщиной, что придаёт им своеобразный облик. Пещера оборудована для экскурсий, имеется искусственный вход в центре лабиринта.
Пещера известна с 1900 года; в 1908 году получила статус национального памятника (англ. Jewel Cave National Monument).